# Alacranes de Durango
Der Club Alacranes aus Durango, der Hauptstadt des gleichnamigen Bundesstaates, meistens bezeichnet als Alacranes de Durango, ist ein mexikanischer Fußballverein, der zwischen 1999 und 2011 in der zweiten Liga Mexikos spielte.

## Geschichte
Der Club Alacranes wurde 1958 gegründet. Dem Vereinsnamen entsprechend (Alacranes bedeutet Skorpione) ist sein Wappentier ein Skorpion.
Durch den Gewinn beider Turniere der Segunda División in der Saison 1998/99 (sowohl des Torneo Invierno 1998 als auch des Torneo Verano 1999) sicherte der Verein sich den Aufstieg in die damals noch als Primera División 'A' bezeichnete zweite Fußballliga Mexikos, die seit der Saison 2009/10 den neuen Namen Liga de Ascenso trägt.
Erstmals in der Apertura 2002 gelang dem Verein die Qualifikation für die Meisterschaftsendrunde, in der die Alacranes jedoch bereits im Viertelfinale gegen den CD Tapatío, ein Farmteam von Chivas Guadalajara, scheiterten.
Auch in den drei folgenden Spielzeiten, in denen die Alacranes sich für die Endrunde qualifizieren konnten, schieden sie stets im Viertelfinale aus: in der Clausura 2005 gegen Colima, in der Apertura 2005 gegen Cruz Azul Oaxaca und in der Apertura 2006 gegen Cruz Azul Hidalgo. Einzig bei ihrer insgesamt fünften und bisher letzten Endrundenteilnahme in der Clausura 2008 konnten sie ins Halbfinale vordringen, wo sie gegen den späteren Sieger León mit 0:0 und 2:3 unterlagen.

## Erfolge
- Meister der Segunda División: Invierno 1998, Verano 1999